# Мартин Брандл
Мартин Брандл (енгл. Martin Brundle), рођен 1. јуна 1959. године је бивши британски возач Формуле 1. Почевши од 2009. године ради као спортски коментатор на британским телевизијским мрежама Би-Би-Си и ИТВ.